# 神原伸太郎
神原 伸太郎（かんばら しんたろう、2001年 - ）は、日本の大学生、企業経営者。横浜市出身。

## 人物・経歴
2016年5月、当時最年少でamfAR「Cinema Against AIDS at Cannes」副会長を務めた。
2016年11月、「７：デイビッド・ベッカム・ユニセフ基金」とともに開催したUnicefのチャリティーイベントでViceChairを務め、ウェルカムスピーチをした。
2017年3月より、東京大学基金の栄誉会員になった。
2017年6月、香港UnicefのチャリティーイベントでViceChairを務め、ウェルカムスピーチをした。
2017年11月、ニューヨークの国連本部で「ユニセフ国際理事会（UNICEF International Council）」にメンバーとして出席した。
2017年12月、ユニセフ・グローバルとの「ユニセフの子供のための世界中の事業を支援する2017スペシャルイベント」でViceChairを務め、ウェルカムスピーチをした。
2018年2月、英国の青少年支援団体「センターポイント」の年度授賞式に、メインサポーターの一人としてケンブリッジ侯爵ウィリアム王子（当時）とともに出席した。「センターポイント」は、ホームレスとなってしまった若者や虐待などによって避難が必要となった若者に安全な住居を提供し、自立して未来を築くために必要な専門家によるサポートを行う慈善団体である。故ダイアナ妃は生涯を通じてその活動を支援し、その後を継いだウィリアム王子も現在の後援者である。
2018年3月、紺綬褒章を受章。
2019年1月、チャールズ皇太子（当時）がスコットランドのダンフリーズ・ハウスで開催した晩餐会に、プリンス財団（ダンフリーズ・ハウスの芸術教育後援者である）のメインサポーターとして出席。
2019年5月、「メコン川の子供たち」60周年を祝う「「ル・フレンチ・メイ（Le French May）香港における国境を越えて芸術展」に自筆絵画を寄贈した。4人の購入希望者の中で、フランス人女性がこのチャリティーイベントのオープニング前に作品を購入した。この美術展は30名の国際的なアーティストが参加する異文化アート展である。すべての利益はフィリピンの恵まれない子供たちの教育へのアクセスに充てられた。
2021年1月、「SOCIAL ART PROJECT for UNICEF」のプロジェクトリーダーを務めた。
2023年9月15日にシンガポールで開催されたフィランソロピー・アジア・サミット2023（Philanthropy Asia Summit 2023）にユニセフ国際理事会メンバーとして招待され出席した。